# Karen Hassan
Karen Hassan (Belfast, 31 luglio 1981) è un'attrice britannica.

## Filmografia parziale

### Cinema
- Miss Conception, regia di Eric Styles (2008)
- Hunger, regia di Steve McQueen (2008)
- Fifty Dead Men Walking, regia di Kari Skogland (2008)
- High-Rise - La rivolta (High-Rise), regia di Ben Wheatley (2015)
- Wait for Me, regia di Keith Farrell (2023)

### Televisione
- Scapegoat - film TV (2009)
- Hollyoaks Later - serie TV, 10 episodi (2008-2010)
- Sketchy with Diarmuid Corr - serie TV, 9 episodi (2010-2011)
- Hollyoaks - serie TV, 166 episodi (2010-2013)
- Vikings - serie TV, 12 episodi (2015-2016)
- The Fall - Caccia al serial killer (The Fall) - serie TV, 8 episodi (2013-2016)
- Ricomincio da San Valentino (Valentine's Again) - film TV (2017)
- Casualty - serie TV, 3 episodi (2012-2018)
- Soft Border Patrol - serie TV, 8 episodi (2018-2020)
- Hope Street - serie TV, 8 episodi (2023)

## Doppiatrici italiane
- Marlene De Giovanni in Vikings